# Kanada na Letních olympijských hrách 1900
Kanada se účastnila Letní olympiády 1900 ve francouzské Paříži. Zastupovali ji 4 muži v jediném sportu.

## Medailisté
| Medaile | Jméno        | Sport    | Soutěž                    |
| ------- | ------------ | -------- | ------------------------- |
| Zlato   | George Orton | Atletika | Muži 2 500 m steeplechase |
| Bronz   | George Orton | Atletika | Muži 400 m překážek       |